# Peter Rosenberg (Musiker)
Peter Rosenberg (* 1. Mai 1950 in Cluj Napoca als Petru Andrei Rosenberg) ist ein deutscher Violinist, Konzertmeister und Violinpädagoge.

## Leben
Peter Rosenberg wurde in Klausenburg (Cluj Napoca) / Rumänien geboren. Er war von 1982 bis 2015 Erster Konzertmeister der Bamberger Symphoniker. Er studierte an der Rubin-Musikakademie in Tel Aviv / Israel bei Alice Feynes und an der NWD Musikakademie Detmold bei Tibor Varga. Sein Studium beendete er bei Saschko Gawriloff an der Folkwang Hochschule Essen mit dem Konzertexamen.
Peter Rosenberg ist Preisträger zahlreicher Wettbewerbe wie dem Deutschen Musikwettbewerb Bonn und dem ARD Musikwettbewerb München 1970 in der Kategorie Duo Violine/Klavier mit seinem Bruder Gabriel Rosenberg.
Als Pädagoge betätigte er sich bereits ab 1974 durch einen Lehrauftrag an der NWD Musikakademie Detmold und der Hochschule der Künste Berlin. Von 1993 bis 1998 war er neben seiner Konzertmeistertätigkeit bei den Bamberger Symphonikern Professor für Violine und Kammermusik an der Hochschule für Musik Köln, Abteilung Aachen.
Peter Rosenberg gab Konzerte in Deutschland, Amerika, China, Frankreich, Israel, Rumänien, Japan, der Schweiz, Südostasien und Südamerika. Er musizierte unter Dirigenten wie Herbert Blomstedt, Eugen Jochum, Horst Stein, Carlo Maria Giulini, Giuseppe Sinopoli, Daniele Gatti, Gustavo Dudamel, Andris Nelsons, Ainārs Rubiķis, Robin Ticcati und Jonathan Nott.

## Aufnahmetätigkeit
Von Peter Rosenberg liegen zahlreiche Rundfunkaufnahmen bei deutschen Sendern vor. Eine Aufnahme sämtlicher Violinkonzerte von Ernst Krenek mit den Bamberger Symphonikern unter Florian Merz liegt bei dem Label Koch Schwann vor. Diese CD wurde mit dem Preis der deutschen Schallplattenkritik ausgezeichnet.